# 4994 Kisala
4994 Kisala eller 1983 RK3 är en asteroid i huvudbältet som upptäcktes den 1 september 1983 av den belgiske astronomen Henri Debehogne vid La Silla-observatoriet. Den är uppkallad efter Rachel Kisala.
Asteroiden har en diameter på ungefär 5 kilometer.